# Василь Острозький Красний
Василь Острозький, Красний (до 1410 — 20 серпня 1450) — руський князь, військовий і державний діяч ВКЛ, меценат.

## Життєпис
Син луцького намісника, князя Федора Даниловича, брат Федька (Фридерика) Острозьких. Внук князя Данила Острозького, засновника династії. Данило відомий з джерел середини XIV як князь в Острозі, посідання якого польський король Владислав ІІ Ягайло підтвердив Федору Даниловичу (1386, 1390 р).
Написи над вікнами Богоявленської церкви в Острозі свідчили про її будівництво в 1421 році за сприяння князя Василя «Красного», в ній він був похований.
Наступна згадка про нього — 1428 року, коли Вітовт зробив запис на селах Новоставці з присілками Бозківці, Ілин, також посілості Коблин, Озліївка, Ступне(о) на користь княжни Ганки (Анни; особа, ідентична з Агафією Василівною, яка 1461 записала своїй доньці Огрипині (Аграфині) Новоставці та Ілліне) через видання її заміж за Василя Федоровича Острозького. Вона була родичкою Вітовта, оскільки останній дав їй посаг (Вітовт 1427 р. відпочивав в Острозі).
23 вересня 1442 Казимир IV Ягеллончик видав документ, за яким В. Острозький передав йому Корець, який мав перебувати в його руках до моменту призначення луцького намісника, тоді він повертався до Острозького. Свидригайло актом 9 листопада 1443 наказав корецьким боярам засвідчити службу своєму ставленику Василю Олександровичу, позаяк він засвідчив батькові Олександру. Так Корець потрапив до рук князів, які стали писатись Корецькими. Незважаючи на втрати маєтностей, Василь Острозький був вірним Казимирові Ягеллончику, тому останній хотів його винагородити; зокрема, у випадку смерті князя Свидригайла, надати Василеві Лопатин, Красне, Простанець у Луцькій землі та двір Осташин з 30-ма службовими боярами в Новогрудській землі (1446 р.). 1443 року князь Василь підтвердив надання домініканцям в Острозі церкви Матері Божої, яке зробив раніше батько. У 1448 році був послом від Великого князівства Литовського на Люблінському з'їзді.
Був намісником турівським. Відстоюючи незалежність Волині й узагалі Великого Князівства Литовського, воював на боці Свидригайла проти Польщі.
Побудував досить багато православних монастирів, два з яких у Вільнюсі (Вільному), фундатор Дерманського монастиря на Волині, будівничий Острозького замку.
Ймовірно, помер перед 20 серпня 1450 р. (цього дня дружина сама згадана в записках суду в майновій суперечці).

### Діти
- Іван (помер після 1465) — продовжувач гілки Острозьких, після поділу з братом спадку проживав в Острозі
- Юрій (помер бл. 1500) — осів у Заславі, засновник княжого роду Заславських.[5]
- Агрипина — дружина 1) Івана Гойцевича 2) Михайла Нацевича 3) Войтка Івановича Клочко. Перейшла в католицтво і писалась Катериною.